# Keansburg
Keansburg is een plaats (borough) in de Amerikaanse staat New Jersey, en valt bestuurlijk gezien onder Monmouth County.

## Demografie
Bij de volkstelling in 2000 werd het aantal inwoners vastgesteld op 10.732.
In 2006 is het aantal inwoners door het United States Census Bureau geschat op 10.573, een daling van 159 (-1.5%).

## Geografie
Volgens het United States Census Bureau beslaat de plaats een oppervlakte van
43,6 km², waarvan 2,8 km² land en 40,8 km² water.

## Plaatsen in de nabije omgeving
De onderstaande figuur toont nabijgelegen plaatsen in een straal van 8 km rond Keansburg.